# Andreas Pavel
Andreas Pavel, né en 1945 à Aix-la-Chapelle, est un inventeur germano-brésilien. Il est l'auteur du Stereobelt (en), un appareil stéréo portable qui a inspiré Sony pour la commercialisation du Walkman. Après une vingtaine d'années de bataille judiciaire, Sony a par la suite versé plusieurs millions d’euros à Andreas Pavel.

## Biographie
Andreas Pavel est né en 1945 à Aix-la-Chapelle. À l'âge de six ans, il émigre au Brésil car son père est recruté afin de travailler pour le groupe industriel Matarazzo. Sa mère, Ninca Bordano, est une artiste. À la fin des années 1960, Andreas se désole du fait qu'il n'est pas possible d'écouter de la musique en tous lieux. L'inventeur germano-brésilien créé alors un appareil appelé "Stereobelt" en 1972. En 1977, Andreas Pavel vit en Italie,. Il dépose en 1977 plusieurs brevets relatifs au "Stereobelt" (littéralement, la "ceinture stéréo"), mais seulement dans quelques pays dont l'Italie et le Royaume-Uni. Cependant, les entreprises contactées Grundig, Philips, Yamaha et ITT ne souhaitent pas produire l'appareil,. En 1979, Sony commercialise le Walkman. Sony n'étant pas l'inventeur du procédé, une bataille juridique d'une durée de 23 ans est lancée. Le procès s'est terminée en 2003 et plus de 10 millions de dollars ont été versés à Andreas Pavel d'après le site ConceivablyTech. Andreas Pavel avait presque été en faillite car il avait dépensé 3 millions d'euros. Sony a avoué s'être approprié l'idée du baladeur d'Andreas Pavel. Andreas Pavel souhaite ensuite porter plainte contre Apple, car il estime que l'iPod « n'est que le prolongement numérique de son invention ».